# Gregor Markl
Gregor Markl (* 1971 in Frankfurt am Main) ist ein Petrologe, Mineraloge und Hochschullehrer. Seit 2005 ist er Direktor des Instituts für Geowissenschaften der Universität Tübingen.

## Leben
Gregor Markl sammelte bereits mit 11 Jahren Gesteine und Mineralien. Er machte sein Abitur in Bonn und studierte an der Universität Freiburg Chemie, Physik und Mineralogie. 1994 schrieb er seine Diplomarbeit und promovierte 1997. Nach wissenschaftlicher Teilnahme an der GeoMaud-Expedition in die Antarktis folgten Studien in den USA. Nach zwei Assistenzjahren habilitierte er, ebenfalls in Freiburg. 1999 erfolgte der Ruf für die Professur der Petrologie an die Eberhard Karls Universität Tübingen. Der Verhaltensforscher und Zoologe Hubert Markl war sein Vater.
Er ist passionierter Mineraliensammler vorrangig von Schwarzwaldmineralien und veröffentlichte mit dem Verleger Rainer Bode vier umfangreiche Fotobände über Schwarzwaldmineralien und deren Geschichte.
Gregor Markl wurde 2007 als Mitglied in die Nationale Akademie der Wissenschaften Leopoldina aufgenommen.

## Veröffentlichungen
- mit Stephan Wolfsried: Das Uran von Menzenschwand. Geschichte · Lagerstätte · Mineralien. Christian Weise, München 2011, ISBN 978-3-921656-77-8.
- Minerale und Gesteine: Mineralogie – Petrologie – Geochemie, Berlin, Heidelberg : Springer Spektrum 2015, ISBN 978-3-662-44627-0, 3. Auflage.
- Schwarzwald. Lagerstätten und Mineralien aus vier Jahrhunderten: Band 1 Nordschwarzwald und Grube Clara Bode, Salzhemmendorf-Lauenstein, 2015. ISBN 978-3-942-588171
- Schwarzwald. Lagerstätten und Mineralien aus vier Jahrhunderten: Band 2, Mittlerer Schwarzwald Teil 1. Bode, Salzhemmendorf-Lauenstein, 2016. ISBN 978-3-942-588188
- Schwarzwald. Lagerstätten und Mineralien aus vier Jahrhunderten: Band 3, Mittlerer Schwarzwald Teil 2. Bode, Salzhemmendorf-Lauenstein, 2017. ISBN 978-3-942-588232
- Schwarzwald. Lagerstätten und Mineralien aus vier Jahrhunderten. Band 4. Südlicher Schwarzwald. Bode, Salzhemmendorf-Lauenstein, 2017. ISBN 978-3-942-588232
- Die Erde : eine Reise durch ihre Geschichte, München: cbj 2008, ISBN 978-3-570-21993-5 (Jugendsachbuch).
- Bergbau und Mineralienhandel im fürstenbergischen Kinzigtal. Wirtschafts- und Sammlungsgeschichte unter besonderer Berücksichtigung der Zeit zwischen 1700 und 1858 (= Schriftenreihe des Mineralienmuseums Oberwolfach, Bd. 2). Markstein, Filderstadt 2005, ISBN 3-935129-24-6.
- (Hrsg., mit Sönke Lorenz): Silber, Kupfer, Kobalt. Bergbau im Schwarzwald (= Veröffentlichungen des Alemannischen Instituts, Bd. 72; Schriftenreihe des Mineralienmuseums Oberwolfach, Bd. 1). Markstein-Verlag, Filderstadt 2004, ISBN 3-935129-10-6.